# 187
Glej tudi: število 187
187 (CLXXXVII) je bilo navadno leto, ki se je po julijanskem koledarju začelo na nedeljo.

## Dogodki
- 1. januar

## Rojstva
- Cao Pi, prvi cesar Cao Veja († 226)